# Attila Ladinszky
Dans le nom hongrois Ladinszky Attila János, le nom de famille précède le prénom, mais cet article utilise l’ordre habituel en français Attila János Ladinszky, où le prénom précède le nom.
Attila Ladinszky est un footballeur hongrois né le 13 septembre 1949 à Budapest (Hongrie) et mort le 14 mai 2020 dans la même ville.

## Biographie
Attila Ladinszky fuit le communisme hongrois en s’échappant d’un hôtel à Liège en Belgique, où les Espoirs hongrois étaient installés pour affronter la Belgique. Pour échapper aux services secrets hongrois, il se réfugie chez un ami à Bruxelles où il patiente six mois avant d’obtenir une licence de l’UEFA. Après l'obtention de cette licence, il débarque à Rotterdam.
Surnommé le Gitan, il joue comme avant-centre dans de nombreux clubs européens dans les années 1970 : Feyenoord Rotterdam, RSC Anderlecht, Betis Séville ou KV Courtrai. Il est champion de Belgique et meilleur buteur du Championnat avec Anderlecht, en 1974. Il termine sa carrière en France, à Valenciennes puis au Toulouse FC et au Portugal.
Souffrant depuis des années de problèmes cardiaques, Attila Ladinszky est hospitalisé d’urgence à l’hôpital Saint-Janos de Budapest le 20 avril 2020, où il passe deux semaines en soins intensifs. Il meurt le 14 mai 2020 à Budapest.

## Palmarès
- Coupe de Belgique en 1973 avec le R. SC Anderlechtois (2 buts en finale)
- Champion de Belgique en 1974 avec le R. SC Anderlechtois
- Meilleur buteur du Championnat de Belgique de football 1973-1974 (22 buts)